# Kanadella
A Kanadella (Freemium Isn't Free) a South Park című amerikai animációs sorozat 253. része (a 18. évad 6. epizódja). Elsőként 2014. november 5-én sugározták az Egyesült Államokban. Magyarországon 2015. március 31-én mutatta be a magyar Comedy Central.
Az epizód a freemium mobiljátékok előretörésével foglalkozik, köztük olyanokkal, mint a South Parkhoz hasonlóan felnőtteknek készült animációs sorozatokból gyártott játékok, mint a "The Simpsons: Tapped Out" vagy a "Family Guy: Quest For Stuff". A freemium játékok iránti függőséget az epizód az alkoholizmussal és a szerencsejáték-függőséggel hozza összefüggésbe, valamint az ezekre való genetikai hajlammal. Ezt a részt Emmy-díjra jelölték.

## Cselekmény
|  | Alább a cselekmény részletei következnek! |

Az iskolában Jimmy Kyle figyelmébe ajánlja a legújabb Terrance és Phillip mobiljátékot, ami elmondása szerint ingyenes. Amikor Kyle kipróbálja, nagy hülyeségnek találja, mert igazából nem sok értelme van, viszont valódi pénzért kell benne vennie játékbeli valutát. A programot a Kanadai Mobiljáték Minisztérium fejlesztette ki, méghozzá Terrance és Phillip engedélye nélkül. Ők felháborodottan közlik a kanadai herceggel és a miniszterrel, hogy ha a játékban vásárolni kell, akkor az nem ingyenes. A herceg és a miniszter erre felfedik előtte a tervüket: míg korábban megvették az emberek a játékokat és játszottak velük, addig most unalmas játékokat gyártanak, és az emberek az ösztönzőkért fizethetnek. De szerintük ebből nem lehet baj, mert mindenki ezt csinálja, és az emberek jó mókának tartják.
Eközben Stant alaposan leszidják a szülei, mert 489 dollárt elköltött a játékban. Randy aggódik, hogy Stan is olyan játékfüggő lesz, mint a nagyapja, Marvin. Sharon szerint viszont tőle is örökölhette a függőséget, mert Randynek alkoholproblémái vannak. Randy ezt visszautasítja azzal, hogy már csak gluténmenteset iszik. Ezalatt Terrance és Phillip kénytelen elfogadni, hogy a játékuk mindenképpen unalmas kell, hogy legyen, mert máskülönben nem lenne értelme a mikrotranzakcióknak - de csak azután, hogy meggyőzik őket arról, hogy tényleg mindenki ezt csinálja.
Stant felkeresik a barátai, mert aznap nem ment iskolába. Rájönnek, hogy mindannyiuknak Jimmy beszélt a játékról, ezért megkeresik őt, és megtudják tőle, hogy fizetnek neki, hogy reklámozza azt másoknak. A játékból befolyó pénzt Kanada az ország fejlesztésére költi (bízva abban, hogy hamarosan olyan fejlettek lesznek, mint Michigan). Terrance és Phillip azonban még mindig aggódnak, hogy hátha vannak olyan emberek, akik túlköltekeznek, ezért a herceg és a miniszter beleegyeznek, hogy indítanak egy kampányt a játékfüggőség veszélyeiről. Ezután levetítésre kerül egy álságos kampányreklámfilm is arról, hogyan csinálja ezt az alkoholipar. Randy elviszi Stant egy kaszinóba, hogy megmutassa neki, hogyan játssza el Marvin az összes pénzét a nyerőgépen. Hazaviszi mindkettejüket és alaposan leszidja őket a függőségük miatt. Amikor Marvin rávilágít, hogy az ő kezében is ott van a borospohár, Randy azzal vág vissza, hogy ő hat pohár bort fogyaszt, és az nem alkoholizmus, hanem borkóstolás. Stan és Marvin beleegyeznek, hogy leállnak.
Jimmy bevallja a többieknek, hogy úgy viselkedik, mint egy drogdíler: ingyenes kóstolót osztogat, hogy ezzel rászoktassa a drága árura az embereket. De ő azért került az egészbe, mert neki is kellett a pénz egy másik játék miatt. Stan tartja magát ahhoz, hogy nem játszik, de a telefonjára folyamatosan jönnek az értesítések, hogy folytassa a játékot. Amikor kap ingyen ötezer kanadai érmét, nem tud ellenállni, és elkölt a játékban 26 ezer dollárt. Randy ismét leszidja a függőségéért, és bár ő ugyanúgy iszik, arra azt mondja, hogy "gluténmentes német lágereket kóstol francia borokkal párosítva". Stan végül segítséget kér a barátaitól - Jimmy egy tizenkét lépcsőfokos programot ajánl, Cartman pedig a Twitterre posztol a játékról, ami virális lesz. Terrance és Phillip ismét feldühödnek, amikor megtudják, hogy a legtöbb bevételük játékfüggőktől származik. Stan segítségért imádkozik, mire megjelenik előtte Sátán, aki mesél neki a függőségekről.
Terrance és Phillip tovább panaszkodik a miniszternél, aki végül felfedi magát: ő a Kanadai Ördög. Mikor Sátán megtudja, hogy mi áll Stan függősége mögött, rájön arra is, hogy ki fejlesztette, ezért Stan engedélyével kölcsönveszi a testét, majd Kanadába megy, hogy leszámoljon vele. Ezután Stan minden átmenet nélkül megjelenik a kosárpályán a többiek mellett. A kanadai herceg megígéri, hogy nem gyártanak több freemium játékot. Stan és Marvin társasjátékoznak, majd Randy beszáll melléjük, kezében egy serleg borral, és megkérdezi, hogy akarnak-e pénzben játszani.

## Készítése
Trey Parker és Matt Stoe ezt az epizódot nevezték meg a kedvencüknek az évadból. A DVD-kommentár tanúsága szerint az epizód elkészítése előtt több cég is megkereste őket, hogy szívesen csinálnának freemium játékot a South Parkból. Ők ezt nem találták jó ötletnek, mert a tapasztalataik azt mutatták, hogy a magukat ingyenesnek nevező játékok egy idő után szégyentelenül kezdtek el pénzt kérni mindenért. Alapos kutatásba kezdtek a témában, és végül innen jött az ötlet, hogy egy epizódot is ennek szentelhetnének.

## Fordítás
Ez a szócikk részben vagy egészben  a   Freemium Isn't Free című angol Wikipédia-szócikk ezen változatának fordításán alapul.  Az eredeti cikk szerkesztőit annak laptörténete sorolja fel. Ez a jelzés csupán a megfogalmazás eredetét és a szerzői jogokat jelzi, nem szolgál a cikkben szereplő információk forrásmegjelöléseként.
1. ↑   (2023. április 15.) „Freemium Isn't Free” (angol nyelven). Wikipedia.